# Linka MCD-2
Linka MCD-2 neboli Kursko-Rižskij diametr (rusky Ку́рско-Ри́жский диаметр) či Druhý diametr je linka Moskevských centrálních diametrů označována sytě růžovou barvou (oficiálně jde o barvu fuchsie). Je v provozu od 21. listopadu 2019.
Linka vznikla propojením Kurského a Rižského směru Moskevské železnice v úseku mezi obcí Nachabino a městem Podolsk přes město Krasnogorsk a centrum Moskvy, sjednocuje tak čtvrti na severozápadě a jihu a jihovýchodě Moskvy a přilehlé oblasti v Moskevské oblasti. Měří celkem 80 km, zahrnuje celkem 37 zastávek (v budoucnu 39), z čehož 14 (v budoucnu 15) umožňuje přestup na metro, Moskevský centrální okruh či na další radiální směry Moskevské železnice. Celou trasu vlak ujede přibližně za 2 hodiny.
Na této lince jsou nyní (začátek roku 2024) využívány především zdvojené soupravy (6 + 5 vagónů) Ivolga ve verzích 1.0, 2.0 a 3.0, které jsou doplněny soupravami řady EP2D. V roce 2025 by se na této trati měly objevit Ivolgy ve verzi 4.0.
Denně jezdí 100 párů vlaků v taktovém intervalu 12 minut. První vlak ze stanice Nachabino vyjíždí v 4:14, poslední v 0:02; první vlak ze stanice Podolsk pak 4:10 a poslední v 23:58. Cestující však za stejný tarif mohou využít i další příměstské spoje, jejichž trasa se částečně s trasou Druhého diametru shoduje. Režim provozu je nyní zorganizován tak, že každých 6 minut na daných úsecích odjíždí vlak v daných směrech, tj. odjezd spojů ostatních příměstských linek je vždy 6 minut před odjezdem a po odjezdu vlaku na lince MCD-2. Tyto ostatní spoje jsou obsluhovány jednotkami řady EP2D.
Co se jízdného týče, centrální zóna je mezi stanicemi Volokolamskaja a Ostafjevo. Při pohybu vně tohoto úseku je uplatněn tarif příměstské zóny.

## Stanice
Na lince jsou obsluhovány následující stanice a zastávky. Kurzívou jsou označeny zastávky či stanice, které jsou ve výstavbě:
Nachabino – Anikejevka – Opalicha – Krasnogorskaja – Pavšino – Peňagino – Volokolamskaja  – Trikotažnaja – Tušinskaja  – Ščukinskaja  – Strešněvo  – Krasnyj Baltijec – Graždanskaja – Dmitrovskaja   – Marina Rošča   – Rižskaja   – Ploščaď trjoch vokzalov   – Kurské nádraží  – Moskva-Tovarnaja-Kurskaja    – Kalitniki – Novochochlovskaja  – Tekstilščiki   – Pečatniki  – Ljublino  – Děpo – Pjererva – Kurjanovo – Moskvorečje – Caricyno  – Kotljakovo – Pokrovskoje – Krasnyj Strojitěl – Bitca – Južnaja Bitca – Butovo – Ščerbinka – Ostafjevo – Silikatnaja – Podolsk

## Perspektivy
V roce 2023 započala výstavba zastávky Južnaja Bitca. Mezi lety 2025 - 2027 by pak měla proběhnout výstavba zastávky Kotljakovo, která bude přestupní mezi Druhým a Pátým diametrem. 
Od konce roku 2024 by pak vlaky místo stanice Moskva-Tovarnaja-Kurskaja měly obsluhovat blízkou zastávku Serp i molot, která nyní z tohoto důvodu prochází rekonstrukcí a doposud obsluhuje pouze linku MCD-4 a nachází se blíže stanic metra Ploščaď Iljiča a Rimskaja.
Dále je pak naplánován přesun zastávek Graždanskaja (blíže k obytné oblasti) a Dmitrovskaja (z důvodu organizovaní přestupu na novou stejnojmennou zastávku na lince MCD-1 (linka Moskevských centrálních diametrů)). 
Ve vzdálenější perspektivě má být linka prodloužena až do Tuly a Rževa.